# كينيث نغوك
كينيث نغوك (بالإنجليزية: Kenneth Ikechukwu)‏ (14 يوليو 1993 بنيجيريا - ) هو لاعب كرة قدم نيجيري في مركز الهجوم.

## روابط خارجية
- كينيث نغوك على موقع قاعدة بيانات كرة القدم.إي يو (الإنجليزية)
- كينيث نغوك على موقع Soccerway.com (الإنجليزية)